# Klais guimeti
O beija-flor-de-cabeça-roxa, também conhecido por colibri-de-cabeça-violeta (nome científico: Klais guimeti) é uma espécie de ave apodiforme pertencente à família dos troquilídeos, que inclui os beija-flores. É o único representante do gênero Klais, que é monotípico. Por sua vez, também é, consequentemente, a espécie-tipo deste gênero. Pode ser encontrada em altitudes entre 50 e 1900 metros, se distribuindo na Bolívia, Brasil, Colômbia, Costa Rica, Equador, Honduras, Nicarágua, Panamá, Peru e Venezuela. Seus habitats são as florestas tropicais e subtropicais úmidas, nas florestas montanas e florestas degradadas.

## Etimologia
O nome do gênero deriva dos termos gregos antigos κλεις, kleis, frequentemente transliterado como Cleïs, deriva de dois extratos dos poemas de Safo de Mitilene, sendo por muitos atribuída como a filha da poetisa.cercado". O descritor específico guimeti também homenageia uma personalidade, o químico francês Jean-Baptiste Guimet, responsável pela descoberta dos pigmentos artificiais. Por sua vez, os descritores específicos para as subespécies: merritti homenageia Joseph King Merritt, coletor do holótipo original; palidiventris deriva de dois termos neolatinos, palidus, que significa "pálido"; e ventris, que significa literalmente "ventre".

## Descrição
Geralmente, os espécimes do beija-flor-de-cabeça-roxa possuem em torno de 7,9 a 8,1 centímetros de comprimento, incluindo seu bico reto e curto, que mede cerca de 127 milímetros. As asas medem cerca de 5,2 centímetros, ao que a cauda apresenta uma média de 29 milímetros. O dimorfismo sexual se manifesta por meio da plumagem e do tamanho do corpo, onde os machos, muito mais coloridos e chamativos, apresentam plumagens exóticas como determinante sexual, também se aplica em outras espécies de beija-flor. Os representantes machos do beija-flor-de-cabeça-roxa apresentam a pigmentação da cabeça em azul-violeta. Na mesma região, atrás dos olhos, mostra-se uma mancha branca horizontal, que se destacam do resto da cabeça. Nos flancos, no dorso e nas asas, exibem uma plumagem metálica e verde-brilhante, enquanto seu abdômen é um pouco mais acastanhado, destoando do resto do corpo. As fêmeas, diferentemente dos machos, apresentam a testa azulada, porém em tom mais opaco. O peito é cinzento, as asas são similares às dos machos, e sua garganta é esverdeada. Os juvenis são visualmente similares às fêmeas, porém menores.

## Sistemática
Esta espécie foi descrita originalmente em 1843, pelo ornitólogo francês Jules Bourcier, que descreveu-lhe formalmente através de dois holótipos coletados em Caracas, no antigo Vice-Reino de Nova Granada, hoje Venezuela. Inicialmente, o táxon receberia o nome de Trochilus guimeti, assim como muitas outras, que, subsequentemente, seriam reclassificadas em outros gêneros. Em 1854, após uma série de artigos sobre a taxonomia e sistemática dos beija-flores, publicados pelo botânico Heinrich Gottlieb Ludwig Reichenbach, erigiu-se o gênero monotípico Klais, oferecendo uma reclassificação à espécie.
Por ser o único representante de seu gênero, este se classifica como um monotipo, com a espécie sendo uma espécie-tipo. O South American Classification Committee, o International Ornithological Committee e a taxonomia de Clements, bem como Handbook of the Birds of the World (HBW) da BirdLife International reconhecem três subespécies, sendo a nominal K. g. guimeti, K. g. merrittii e a K. g. pallidiventris.
- Klais guimeti merritti (Lawrence, 1861) — ocorre desde o leste de Honduras, seguindo a norte e oeste da Amazônia.[6]
- Klais guimeti guimeti (Bourcier, 1843) — raça nominal, ocorre no leste da Colômbia, seguindo ao norte da Venezuela, leste do Equador ao noroeste do Peru; alguns autores também incluem o Brasil.[19][20]
- Klais guimeti pallidiventris (Stolzmann, 1926) — ocorre desde o leste do Peru ao oeste da Bolívia.[21]

## Distribuição e habitat
O beija-flor-de-cabeça-roxa se distribui desde o sudeste América Central até o extremo-norte América do Sul. Possui distribuição geográfica nos territórios de Honduras, Nicarágua, Costa Rica e Panamá na América Central e oeste da Venezuela, Colômbia, Equador, Peru, norte do Brasil e norte da Bolívia. A espécie tende a ter distribuição local, comum em algumas áreas e rara em outras áreas aparentemente idênticas. Possui distribuição média em altitudes entre 500 a 1900 metros acima do nível do mar. Os beija-flores-de-cabeça-roxa são encontrados nas bordas da floresta primária úmida, aberturas em florestas secundárias, em clareiras de arbustos e matagais. Também se distribui em vários habitat modificados pela humanidade, como sebes de Stachytarpheta na Costa Rica e cultivadas à sombra plantações de café na Venezuela.

## Comportamento

### Reprodução
Na Costa Rica, os machos cantam em leks soltos começando em outubro e se intensificando até a época de reprodução em dezembro. O coro continua até que a estação seca faça com que as flores desapareçam em fevereiro e março. O coro recomeça quando as chuvas recomeçam em abril, mas as fortes chuvas de maio fecham o coro novamente até outubro. Os leks estão localizados de 5 a 18 metros acima do solo na borda de clareiras onde os machos cantam visivelmente de galhos mortos delgados. Ocasionalmente, um indivíduo canta sozinho sem outros beija-flores de cabeça violeta por perto.
O ninho possui formato similar ao de uma taça, que é coberta de musgo, construída de 1 a 5 metros acima dos riachos das montanhas florestadas. Os ninhos são normalmente construídos em fevereiro, mas às vezes já em janeiro. O último jovem voa em maio.

### Alimentação
Esta espécie de beija-flor procura por néctar de uma variedade de plantas arbustivas e árvores floridas de sub-bosques. Também adquire nutriente através dos insetos e outros artrópodes, que caça enquanto voa. Na Costa Rica, foi documentado um espécime com preferências alimentares por flores de Stachytarpheta em altitudes entre 5 a 7 metros, localizado próximo à Múrcia, na província do Cartago.

## Relação com os humanos
O beija-flor-de-cabeça-roxa foi designado como uma espécie pouco preocupante devido à sua grande variedade e capacidade de existir em habitat modificado pelo homem. Os arbustos floridos perto de Múrcia, Costa Rica, foram relatados em uma área desmatada para agricultura com muito poucas árvores.